# Niño Jesús Enfermero (Las Palmas de Gran Canaria)
El Niño Jesús Enfermero es un lienzo que representa a Jesús en su infancia; es venerado en la parroquia de San Francisco de Asís en la ciudad de Las Palmas de Gran Canaria (Canarias).

## Origen de la devoción
Desde finales del siglo XVII se rinde culto en las Palmas de Gran Canaria al Niño Jesús Enfermero, también conocido como el Divino Infante. Así como otras devociones de los pasados tiempos han sido olvidadas o preteridas, esta devoción al santo Niño Jesús Enfermero se ha mantenido constante y hasta en aumento. Comenzó en el convento de san Bernardino de Siena, de  las monjas de santa Clara, hoy desaparecido. Fue fundado este monacato en el año 1664 y estuvo en pie hasta la primera mitad del siglo XIX, en que se inició su demolición. 
En la enfermería de este cenobio se colocó el cuadro del Niño Enfermero, de ahí el origen de su advocación. De la enfermería pasó a la iglesia del convento; abandonó la clausura para que los vecinos de Las Palmas de Gran Canaria pudieran venerarlo.
En el año 1840 expulsaron a las monjas claras de su convento y demolieron éste para construir un teatro. Pasó entonces el milagroso Niño a la parroquia de san Francisco de Asís y en ella lleva más de un siglo recibiendo el culto ferviente de sus numerosos devotos. 

## Cultos
Anualmente se le consagra un solemne triduo que tiene lugar a finales de la primera quincena de enero, coincidiendo el acto litúrgico más importante en sábado, último día del citado triduo en su honor.